# Atomic Heart
『Atomic Heart』（アトミック・ハート）は、Mr.Childrenの4枚目のオリジナルアルバム。1994年9月1日にトイズファクトリーから発売された。

## 背景とリリース
前作『Versus』から1年ぶりのアルバム。小林武史は、本作から方向性が恋愛路線から精神論へと変化してきたことを指摘している。桜井和寿もタイトルについて訊かれた際に「今までのMr.Childrenの詞にあったロマンティックでセンチメンタルな部分をどこかで排除したような詞を書いてみようというのがあって。科学的な目というと大げさかもしれないけど、たとえば人を愛する気持ちというのはどういうことなんだろうとか、（中略）全体の切ない気持ちというよりも、局部局部に視点を持っていって考えていて」と語っている。
ジャケットはブルーバックに白文字で「Mr.Children・Atomic Heart」と小さく表記されているのみで、本アルバムの収録シングル「innocent world」の仮タイトルが「innocent blue」だったため、ブルーバックが採用された。アートディレクターは信藤三雄。初回限定盤はブルーのプラスチックスリーブに水色のカラーCDケースが収納されている仕様で、歌詞カードの表紙は表記のない水色の無地。
初めてインストゥルメンタルが収録された作品。
Mr.Childrenのアルバムでは最もシングルカットされた曲（カップリング曲やリミックスバージョンを含む）とベスト・アルバムに収録された曲が多い作品。
5thシングル『innocent world』のカップリング曲「my confidence song」は未収録。

## チャート成績
累計売上は343.0万枚（オリコン調べ）で、Mr.ChildrenのCD作品では売上順2位を記録。また、発売当時の邦楽アルバムで歴代最高を記録した。さらに、日本国内における男性アーティストのオリジナルアルバムで歴代最高を記録している。
なお、本作の初動売上は85.2万枚で、オリコンチャートにて初動売上が100万枚を突破せずに累積売上が300万枚を突破したオリジナルアルバムは本作のみ。

## 収録内容
| 全作詞: 桜井和寿（#1, #9を除く）、全編曲: 小林武史 & Mr.Children。 |                                                            |                          |                    |      |
| #                                                                  | タイトル                                                   | 作詞                     | 作曲               | 時間 |
| 1.                                                                 | 「Printing」                                               | 桜井和寿（#1, #9を除く） |                    | 0:24 |
| 2.                                                                 | 「Dance Dance Dance」                                      | 桜井和寿（#1, #9を除く） | 桜井和寿・小林武史 | 4:57 |
| 3.                                                                 | 「ラヴ コネクション」(ブラス・アレンジ: 山本拓夫)          | 桜井和寿（#1, #9を除く） | 桜井和寿・小林武史 | 4:57 |
| 4.                                                                 | 「innocent world」                                         | 桜井和寿（#1, #9を除く） | 桜井和寿           | 5:45 |
| 5.                                                                 | 「クラスメイト」(ブラス・アレンジ: 山本拓夫)               | 桜井和寿（#1, #9を除く） | 桜井和寿           | 5:26 |
| 6.                                                                 | 「CROSS ROAD」                                             | 桜井和寿（#1, #9を除く） | 桜井和寿           | 4:32 |
| 7.                                                                 | 「ジェラシー」                                             | 桜井和寿（#1, #9を除く） | 桜井和寿・小林武史 | 6:41 |
| 8.                                                                 | 「Asia (エイジア)」                                        | 桜井和寿（#1, #9を除く） | 鈴木英哉           | 5:21 |
| 9.                                                                 | 「Rain」                                                   | 桜井和寿（#1, #9を除く） |                    | 0:20 |
| 10.                                                                | 「雨のち晴れ」                                             | 桜井和寿（#1, #9を除く） | 桜井和寿           | 5:34 |
| 11.                                                                | 「Round About 〜孤独の肖像〜」(ブラス・アレンジ: 山本拓夫) | 桜井和寿（#1, #9を除く） | 桜井和寿           | 5:24 |
| 12.                                                                | 「Over」                                                   | 桜井和寿（#1, #9を除く） | 桜井和寿           | 4:42 |
| 合計時間:                                                          | 合計時間:                                                  | 合計時間:                | 54:11              |      |

## 楽曲解説
1. Printing
  - プリンターがプリントしている音で構成されているインストゥルメンタル。
  - 桜井は「これは『Dance Dance Dance』と繋がっているイメージがあるんです。『Dance Dance Dance』が詞も音も両方の面で情報量満載の曲で。今この世の中にある情報とか欲望がびっしり詰まっている曲なんで、それを表す意味でコンピューターのプリンターの音を使っているんです」と語っている[3]。ライブにおいても次曲「Dance Dance Dance」の前に流れることが多い。
2. Dance Dance Dance
  - 仮タイトルは「ひよこの武道館」「ひよこのトンネル探検」「ひよこのトンネル探検・魔界編」[4]。また、情報に踊らされている世の中への警告として「メディアン・エイリアン」という仮タイトルも考えていた。
  - ライブ定番曲で、元々は「今の自分達が武道館のような大ホールでやるとしたら?」という発想から作られたロックナンバー[5]。楽曲中のスネアはマイクにオートバイのマフラーを括り付けて録音されたもの[5]。
  - 後にベスト・アルバム『LAND IN ASIA』『Mr.Children 1992-1995』にも収録された。ベスト・アルバム発売に伴い行われたライブツアー『POPSAURUS』では本作収録の「innocent world」「Round About 〜孤独の肖像〜」と共に2001年・2012年の両セットリストに入っている楽曲[注 3]。
3. ラヴ コネクション
  - 仮タイトルは「What Do You Want」「背骨男」[4]。「背骨男」という仮タイトルは楽曲と直接関係はなく、当時の現場マネージャーの姿勢の悪さを揶揄して付けられた。
  - 後に6thシングル『Tomorrow never knows』のカップリング曲としてシングルカットされ、ベスト・アルバム『LAND IN ASIA』にも収録された。
  - アルバムの中では最後に出来上がった楽曲。ローリング・ストーンズを意識しつつ、「ライブで盛り上がれる曲を作ろう」というコンセプトにおいて作られた。アルバム曲としては珍しくミュージック・ビデオが制作され、こちらもローリング・ストーンズの『ジャンピン・ジャック・フラッシュ』を意識したものになっている。このミュージック・ビデオは映像作品に未収録であったためなかなか観られない状態にあったが、2020年4月18日より公式YouTubeチャンネルで公開、視聴可能となった。
4. innocent world
  - 5thシングル表題曲。
5. クラスメイト
  - 仮タイトルは「女子供の a long time ago」[4]。
  - 後に7thシングル『everybody goes -秩序のない現代にドロップキック-』のカップリングとしてシングルカットされ、ベスト・アルバム『LAND IN ASIA』にも収録された。
  - 既に彼氏がいる昔のクラスメイトと関係を持ってしまうというのがテーマで、「innocent world」と同時期に作られた曲でもある。また、同アルバムのCMソングにも起用された。
  - 元々はシングル候補として作られていた。
6. CROSS ROAD
  - 4thシングル表題曲。
7. ジェラシー
  - テクノのような手法を取り入れた実験的な楽曲で、人はなぜ人を愛するのかということ、自然、地球愛、DNAなど壮大なテーマを持った歌詞となっている[3]。
  - 桜井が遺伝子の話を知って作ったため、このような壮大な歌詞となっている。
8. Asia (エイジア)
  - 仮タイトルは「アジアン・ジェン」[4]で、タイトル通りアジアについて歌われた楽曲。
  - 鈴木が全てを作曲した唯一の楽曲で[注 4]、デモテープには桜井ではなく鈴木の声で録音されていたという。
  - 歌詞カードの17行目から19行目に誤りがある（実際には歌われていない）[注 5]。
  - デモテープに入っていたストリングスの音色が東洋的だったため、このような歌詞になった。
9. Rain
  - 雨の降る音が録音されているインストゥルメンタル。
10. 雨のち晴れ
  - 仮タイトルは「環七での危険な遭遇」[4]。
  - 曲作りに疲弊していた桜井が、これは自分の曲ではないのだからと気楽に考え「JEN（鈴木の愛称）がもしサラリーマンだったとしたら?」という発想の下で作られた楽曲[5]。
  - 当初は鈴木がボーカルを担当する予定だったが、桜井は歌詞を書き上げると愛着が湧き始め結局桜井がボーカルを取る運びになったという[5][6]。歌詞の中の「上司に愚痴言われるうちが『花』だって言うから」の「花」は正しくは「華」だが、これは意図的なもの[7]。
  - この楽曲のリミックスバージョンが8thシングル『【es】 〜Theme of es〜』のカップリングとして収録され、オリジナルバージョンは後にベスト・アルバム『LAND IN ASIA』『Mr.Children 1992-1995』にも収録。
11. Round About 〜孤独の肖像〜
  - 仮タイトルは「ひょんなことから田沼」「ヒョンタヌ」[4]。田沼とはMr.Childrenの初代マネージャーのこと。
  - 本作で最もテンポが速い楽曲。
  - 歌詞は桜井が深夜の渋谷を歩いていた際に目撃した光景をきっかけに書かれているという。
  - 当初はアコギ1本の弾き語り風にする予定だったが、刺激的な言葉には説得力がないということで現在のアレンジに変更されたという。
  - 後にベスト・アルバム『LAND IN ASIA』にも収録。
12. Over
  - 仮タイトルは「2beatでKAN」[注 6]。
  - 失恋ソングで、同アルバムのCMソングに起用されたほか曲名には「Love is over（恋が終わる）」と最後の歌詞の「悲しみのトンネルをさぁくぐり抜けよう」という2つの意味が掛かっている[5][8]。桜井は「悲しいことを悲しいことと思わない僕の性格が出た」と語っている[5]。
  - 明るいメロディーと相反する、別れの悲しみを綴った歌詞の組み合わせを作詞作曲するにあたっては、ギルバート・オサリバンの楽曲「アローン・アゲイン」を参考にした[8]。
  - 歌詞の一部である「顔のわりに小さな胸」が物議を醸す原因を作ってしまい、作詞した桜井本人も「不徳の致すところ」と自虐的に語っている[8]。
  - 後にベスト・アルバム『Mr.Children 1992-1995』にも収録。
  - 2014年に開催されたファンクラブ限定ツアー『Mr.Children FATHER&MOTHER 21周年ファンクラブツアー』の直前に行われた「会員が最もライブで聴きたい曲」アンケートでは8位に選ばれた[9]。
  - 36thシングル『ヒカリノアトリエ』ではシークレットトラックとして、桜井による制作秘話と演奏を交えたライブバージョンが収録されている。
  - oricon styleが2005年に実施した『男女1000人に聞いた!失恋した時に聴きたい曲NO.1』のアンケートにおいて、本曲が男性部門で1位を獲得した[10]。

## 参加ミュージシャン
- Mr.Children
  - 桜井和寿：Vocal, Guitar
  - 田原健一：Guitar
  - 中川敬輔：Bass
  - 鈴木英哉：Drums
- 小林武史：Keyboards
- 山本拓夫：Baritone, Alto, Soprano & Tenor Sax
- 荒木敏男：Trumpet & Flugelhorn
- 小倉博和：Bouzouki, Electric Guitar
- TOMOKO：Chorus
- 高安錬太郎：Computer Programming
- 角谷仁宣：Computer Programming
- 松本賢：Computer Programming
- 平沼浩司 : Mixing

## テレビ出演
| 番組名                   | 日付           | 放送局     | 演奏曲                                                           |
| ------------------------ | -------------- | ---------- | ---------------------------------------------------------------- |
| ミュージックステーション | 1994年9月9日   | テレビ朝日 | innocent world                                                   |
| ポップジャム             | 1994年12月12日 | NHK        | ラヴコネクション everybody goes -秩序のない現代にドロップキック- |
| ミュージックステーション | 1994年12月30日 | テレビ朝日 | innocent world Tomorrow never knows                              |

## ライブ映像作品
| 曲名                       | 作品名                                                           |
| -------------------------- | ---------------------------------------------------------------- |
| Dance Dance Dance          | 【es】 Mr.Children in FILM                                       |
| Dance Dance Dance          | regress or progress '96-'97 tour final IN TOKYO DOME             |
| Dance Dance Dance          | Mr.Children TOUR '99 DISCOVERY                                   |
| Dance Dance Dance          | Mr.Children CONCERT TOUR POPSAURUS 2001                          |
| Dance Dance Dance          | MR.CHILDREN DOME TOUR 2005 "I ♥ U" 〜FINAL IN TOKYO DOME〜       |
| Dance Dance Dance          | Mr.Children "HOME" TOUR 2007                                     |
| Dance Dance Dance          | Mr.Children "HOME" TOUR 2007 -in the field-                      |
| Dance Dance Dance          | Mr.Children DOME TOUR 2009 〜SUPERMARKET FANTASY〜 IN TOKYO DOME |
| Dance Dance Dance          | ap bank fes '11 Fund for Japan                                   |
| Dance Dance Dance          | MR.CHILDREN TOUR POPSAURUS 2012                                  |
| Dance Dance Dance          | Mr.Children DOME & STADIUM TOUR 2017 Thanksgiving 25             |
| Dance Dance Dance          | Mr.Children Tour 2018-19 重力と呼吸                              |
| Dance Dance Dance          | Mr.Children Dome Tour 2019 Against All GRAVITY                   |
| ラヴ コネクション          | 【es】 Mr.Children in FILM                                       |
| ラヴ コネクション          | regress or progress '96-'97 tour final IN TOKYO DOME             |
| ラヴ コネクション          | Mr.Children TOUR '99 DISCOVERY                                   |
| ラヴ コネクション          | Mr.Children DOME TOUR 2009 〜SUPERMARKET FANTASY〜 IN TOKYO DOME |
| innocent world             | →「 innocent world § ライブ映像作品 」を参照                     |
| クラスメイト               | Mr.Children Concert Tour Q 2000-2001                             |
| クラスメイト               | Mr.Children、ヒカリノアトリエで虹の絵を描く                      |
| CROSS ROAD                 | →「 CROSS ROAD#ライブ映像作品 」を参照                           |
| ジェラシー                 | 【es】 Mr.Children in FILM                                       |
| Asia (エイジア)            | 【es】 Mr.Children in FILM                                       |
| 雨のち晴れ                 | 【es】 Mr.Children in FILM                                       |
| Round About 〜孤独の肖像〜 | 【es】 Mr.Children in FILM                                       |
| Round About 〜孤独の肖像〜 | regress or progress '96-'97 tour final IN TOKYO DOME             |
| Round About 〜孤独の肖像〜 | Mr.Children CONCERT TOUR POPSAURUS 2001                          |
| Round About 〜孤独の肖像〜 | MR.CHILDREN TOUR POPSAURUS 2012                                  |
| Over                       | MR.CHILDREN DOME TOUR 2005 "I ♥ U" 〜FINAL IN TOKYO DOME〜       |
| Over                       | Mr.Children 30th Anniversary Tour 半世紀へのエントランス         |